# Manantial, Veracruz
Manantial är en ort i Mexiko.   Den ligger i kommunen Papantla och delstaten Veracruz, i den sydöstra delen av landet, 210 km öster om huvudstaden Mexico City. Manantial ligger 72 meter över havet och antalet invånare är 258.
Terrängen runt Manantial är varierad. Runt Manantial är det ganska tätbefolkat, med 104 invånare per kvadratkilometer. Närmaste större samhälle är Agua Dulce, 13,3 km norr om Manantial. Omgivningarna runt Manantial är en mosaik av jordbruksmark och naturlig växtlighet.